# Аерозахоплення

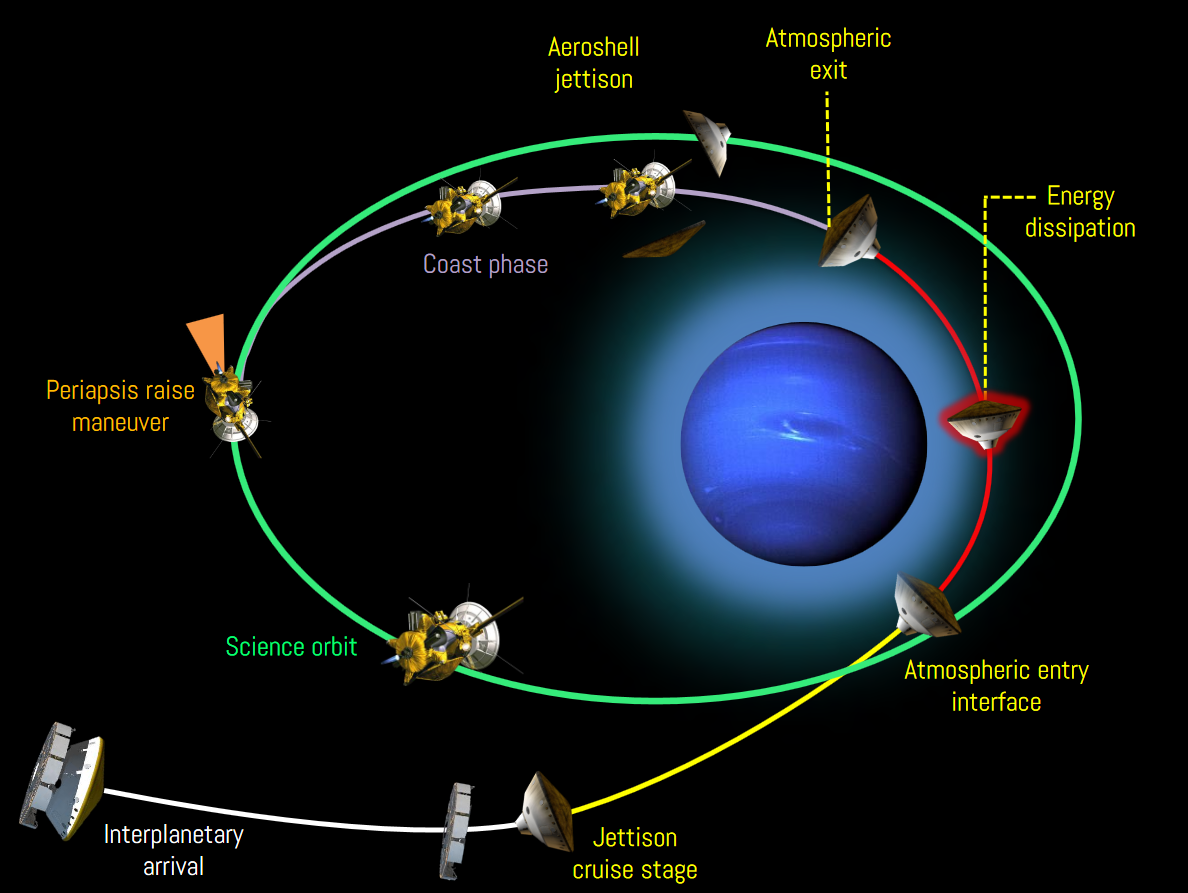
Схематично показує різні фази маневру аерозахоплення. Висота атмосфери сильно перебільшена для ясності.

Аерозахоплення (англ. Aerocapture) — це маневр орбітального переходу, під час якого космічний корабель використовує силу аеродинамічного опору від одного прольоту через атмосферу планети, щоб уповільнити та досягти виходу на орбіту.
Аерозахоплення використовує атмосферу планети чи Місяця, щоб виконати швидкий маневр виведення на орбіту, майже без палива, щоб розмістити космічний корабель на його науковій орбіті. Маневр аерозахоплення починається, коли космічний корабель входить в атмосферу цільового тіла з міжпланетної траєкторії зближення. Аеродинамічний опір, який створюється під час опускання транспортного засобу в атмосферу, сповільнює космічний корабель. Після того, як космічний корабель уповільнюється достатньо, щоб бути захопленим планетою, він виходить з атмосфери та виконує невеликий пропульсивний запал на першому апоапсисі, щоб підняти периапсис за межі атмосфери. До встановлення початкової наукової орбіти можуть знадобитися додаткові невеликі опіки, щоб виправити помилки апоапсису та орбіти нахилу.
У порівнянні зі звичайним пропульсивним виведенням на орбіту, цей майже безпаливний метод уповільнення може значно зменшити масу міжпланетного космічного корабля, оскільки значну частку маси космічного корабля часто становить паливо, яке використовується для виведення на орбіту. Економія маси палива дозволяє додати до місії більше наукового обладнання або створити менший і менш дорогий космічний корабель, і, потенційно, меншу, менш дорогу ракету-носій.
Через аеродинамічний нагрів, який виникає під час проходження атмосфери, космічний корабель повинен бути упакований всередині аерооболонки (або розгорнутої системи входу) із системою теплового захисту. Транспортному засобу також потрібне автономне замкнуте наведення під час маневру, щоб дозволити апарату націлитися на потрібну орбіту захоплення та дати команду апарату вийти з атмосфери, коли достатньо енергії буде розсіяно. Забезпечення того, щоб апарат мав достатні повноваження керування, щоб запобігти проникненню космічного корабля надто глибоко в атмосферу або передчасному виходу з нього без розсіювання достатньої енергії, вимагає або використання підйомної аерооболонки, або системи модуляції лобового опору, яка може змінювати зону лобового опору транспортного засобу під час політ.
Було показано, що аерозахоплення можливе на Венері, Землі, Марсі та Титані з використанням існуючих вхідних апаратів і матеріалів системи теплового захисту. Донедавна транспортні засоби середнього L/D (підйомно-буксирного типу) вважалися необхідними для аерозахоплення на Урані та Нептуні через велику невизначеність у стані входу та профілях щільності атмосфери. Проте прогрес у міжпланетній навігації та методах наведення в атмосфері показав, що традиційні аероснаряди з низьким L/D, такі як Apollo, пропонують достатній контроль для аерозахоплення на Нептуні. Аерозахоплення на Юпітері та Сатурні вважається довгостроковою метою, оскільки їхні величезні гравітаційні колодязі призводять до дуже високих швидкостей входу та суворих аеротермічних умов, що робить аерозахоплення менш привабливим і, можливо, нездійсненним варіантом у цих пунктах призначення. Однак на Титані можна використовувати аерогравітаційну допомогу, щоб розмістити космічний корабель навколо Сатурна.

## Коротка історія аерозахоплення

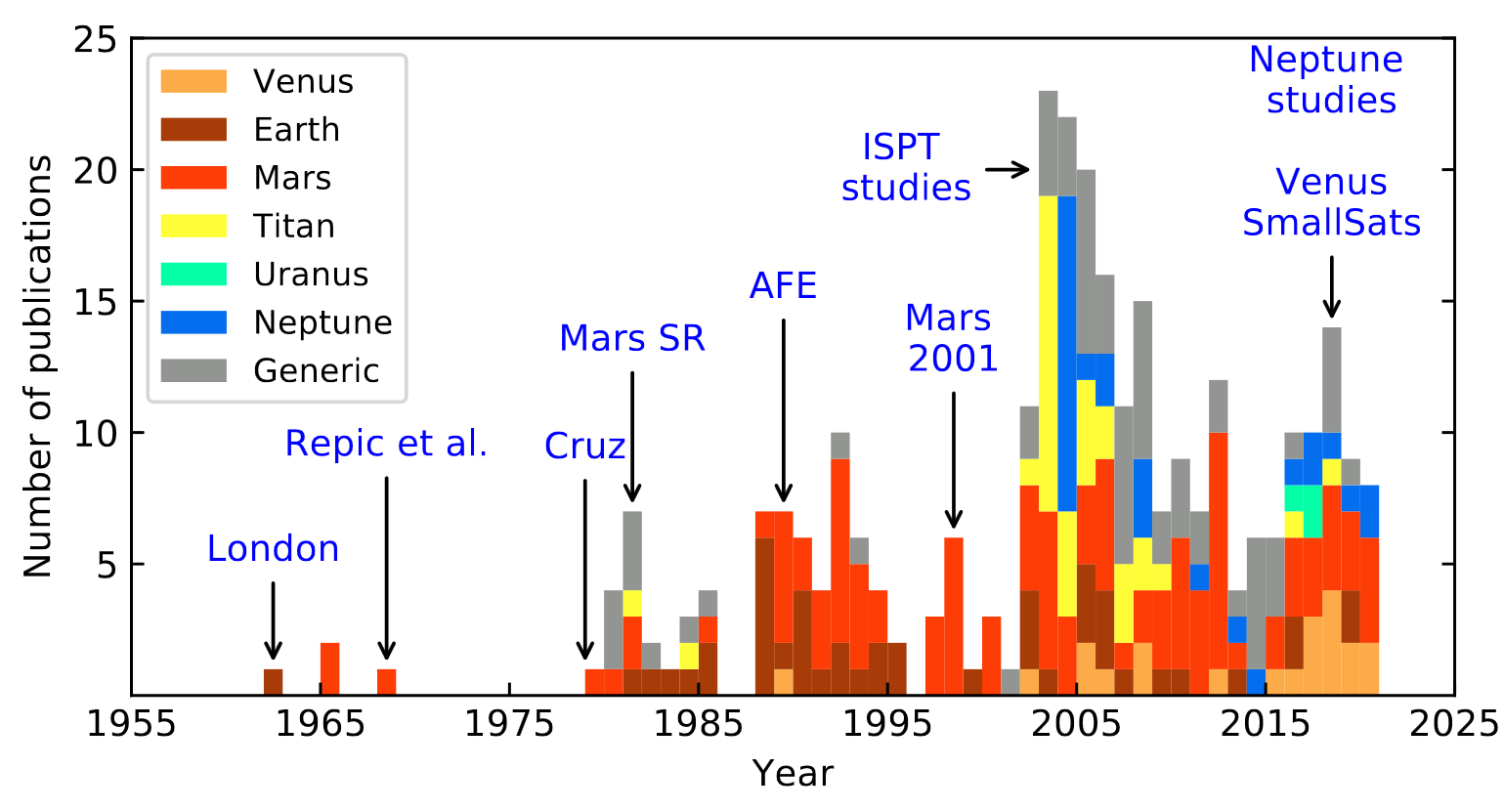
Гістограма показує кількість публікацій, присвячених аерозахоплення з 1960-х років, класифікованих за цільовою планетою.

Аерозахоплення вивчалось для планетних місій з початку 1960-х років. Піонерська стаття Лондона про використання аеродинамічного маневрування для зміни площини супутника на орбіті Землі замість використання пропульсивного маневру вважається попередником концепції аерозахоплення. Концепцію аерозахоплення тоді називали аеродинамічним гальмуванням або «аерогальмуванням», і її досліджували Репік та ін. як потенційний метод виведення на орбіту для місій на Марс і Венеру. У сучасній термінології, аерогальмування відноситься до іншого маневру «aeroassist», і його не слід плутати з аерозахопленням. Стаття Круза 1979 року була першою, в якій було використано слово aerocapture, за якою послідувала серія досліджень, зосереджених на його застосуванні для повернення зразків з Марса (SR).
Наприкінці 1980-х років був задуманий експеримент Aeroassist Flight Experiment (AFE) з використанням корисного вантажу, що запускається з шаттла, для демонстрації аерозахоплення на Землі. Проєкт призвів до ряду важливих розробок, включаючи програмне забезпечення для наведення польотів, але врешті-решт був скасований через перевитрати коштів і ніколи не літав. Наприкінці 1990-х років аерозахоплення розглядалося для місії Mars Odyssey (тоді називалася Mars 2001 Surveyor), але пізніше від нього відмовилися на користь аерогальмування через економічні причини та спадщину з іншими місіями на Марс. На початку 2000-х років програма НАСА In-Space Propulsion Technology (ISPT) визначила аерозахоплення як сферу уваги. Багатоцентрова група аналізу систем аерозахоплення (ASAT) була створена в рамках цього проєкту для визначення еталонних місій аерозахоплення в різних пунктах призначення в Сонячній системі та виявлення будь-яких технологічних прогалин, які необхідно усунути перед впровадженням у проєкт польоту. Команда ASAT під керівництвом Мері Кей Локвуд з дослідницького центру НАСА Langley досить детально вивчила концепції місії аерозахоплення на Венеру, Марс, Титан і Нептун. З 2016 року відновився інтерес до аерозахоплення, особливо щодо виведення на орбіту Венери та Марса малих супутників і місій класу Flagship до Урана та Нептуна в наступному десятилітті.

## Переваги аерозахоплення
Технологи НАСА розробляють способи розміщення роботизованих космічних апаратів на тривалих наукових орбітах навколо віддалених пунктів призначення в Сонячній системі без потреби у великих паливних навантаженнях, які історично обмежували продуктивність транспортного засобу, тривалість місії та масу, доступну для наукового корисного навантаження.
Дослідження показало, що використання аерозахоплення замість наступного найкращого методу (спалювання палива та аерогальмування) дозволить значно збільшити наукове корисне навантаження для місій від Венери (збільшення на 79 %) до Титана (збільшення на 280 %) і Нептуна (збільшення на 832 %). Крім того, дослідження показало, що використання технології аерозахоплення може дозволити науково корисні місії на Юпітер і Сатурн.

## Споріднені методи
Аерозахоплення є частиною сімейства технологій «аеродопомога», які розробляються НАСА для наукових місій до будь-якого планетарного тіла з помітною атмосферою. Ці пункти призначення можуть включати Марс, Венеру та супутник Сатурна Титан разом із зовнішніми планетами.
Аерогальмування — це ще один маневр аеродопомоги, який має деякі подібності, але також і деякі важливі відмінності від аерозахоплення. У той час як аерозахоплення використовується для виведення космічного корабля на орбіту з гіперболічної траєкторії, аерогальмування використовується для зменшення апоапсису космічного корабля, який вже знаходиться на орбіті.
|                                   | Аерозахоплення                    | Аерогальмування                     |
| --------------------------------- | --------------------------------- | ----------------------------------- |
| Стартова траєкторія               | Міжпланетне                       | Висока орбіта                       |
| Атмосферні переходи за тривалістю | 1 від годин до днів               | 100—400 протягом тижнів або місяців |
| Глибина проникнення в атмосферу   | Відносно щільна середня атмосфера | Розріджена зовнішня атмосфера       |
| Вимоги до обладнання              | Важкий теплозахисний екран        | Без теплового захисту               |